# Georgette Heyer
Georgette Heyer, född 16 augusti 1902, död 4 juli 1974, var en engelsk författare som skrev omkring 40 historiska romaner. Hon är främst känd för sina historiska kärleksromaner (speciellt från regency-perioden), men har också skrivit detektivromaner, där de mest kända karaktärerna är Superintendent Hannasyde och Inspector Hemingway. Heyer har själv nämnt Jane Austen som förebild. Heyers romaner handlar också alltid om en ung flickas väg till en äkta man och med en ironisk ton.

## Verk översatta till svenska
- Mord utan vapen, 1943 (A blunt instrument)
- Olycksfågel, 1945 (Friday's child)
- Farligt arv, 1948 (The reluctant widow)
- Under falsk flagg, 1964 (False colours)
- Den oförliknelige, 1965 (The nonesuch)
- Hertigens män: en roman om Waterloo, 1966 (An infamous army)
- Den kära leken, 1967 (The Corinthian)
- Kära kusin, 1968 (The grand Sophy)
- Frederica, 1969 (Frederica)
- Kusin Kate, 1969 (Cousin Kate)
- Arabella, 1974 (Arabella)
- Familjens svarta får, 1974 (Black sheep)
- En dam av börd, 1976 (Lady of quality)
- Beauvallet, kaparkaptenen, 1977 (Beauvallet)
- Hertigens skyddsling, 1978 (These old shades)